# 北京理工大学附属小学
39°57′38″N 116°18′11″E / 39.960444°N 116.302990°E
北京理工大学附属小学，原称北京理工大学子弟学校，始建于1953年，位于北京市海淀区中关村南大街五号北京理工大学校内西北处。
2011年在校学生527人，在职教师42人。2011年，被评为海淀区健康促进校。2014年，北京理工大学委托北京理工大学附属中学承办北京理工大学附属小学。